# Operacija Mare nostrum
Operacija Mare Nostrum, ponegdje i Operacija naše more, naziv je za jednogodišnju spasilačku operaciju Talijanske obalne straže i mornarice, koja je trajala između 13. listopada 2013. i 31. listopada 2014. godine. Operacija je provedena s ciljem spašavanja useljenika koji su se preko Sredozemnog mora tijekom Europske migracijske krize pokušali domoći Italije. U akciji je spašeno preko 150.000 useljenika s područja Sjeverne Afrike i Bliskog Istoka. Spašavanja useljenika provodilo se na morskom pojasu oko talijanskog otočića Lampeduse.

## Operacija
Talijansko ministarstvo obrane operaciju je nazvalo prema latinskom nazivu Sredozemnog mora (Mare nostrum).
Spašavanje je predvodila Talijanska ratna mornarica u suradnji s članicama NATO-a i Europske unije te Talijanske obalne straže. Talijanska vlada operaciju e nazvala "hitnom operacijom spašavanja" te ju pokrenula nakon potonućima dvaju brodova kod Lampeduse i Malta u kojima je ukupno poginulo 400 brodova.
Cijela operacija spašavanja koštala je talijansku vladu 114 milijuna eura. Europska komisija sufinancirala je operaciju s 1,8 milijuna eura iz Fonda za proširenje granica Unije.
Talijanski ministar unutarnjih poslova Angelino Alfano objavio je 31. listopada 2014. službeni prekid operacije obrazloženjem kako je cilj operacije postignut. Njegova izjava bila je negativno popraćena u brojnim američkim i europskim medijima, dok su brojne udruge koje su se bavile pitanjem izbjeglica i useljenika u Europi takav potez ocijenile protivnom svim međunarodnim sporazumima. S druge strane, spomenute udruge i čelnici država koji su prozivali Italiju radi okončanja operacije, odbijali su sudjelovati u sufinanciranju cjelokupnog projekta, dok su istovremeno stalno ukazivali na moguća poboljšanja u njezinom izvođenju.
Operacija Triton uslijedila je kao nastavak Operacije Mare Nostrum, ali s prvotnim ciljem zaštite vanjskih granica Europske unije.

## Poveznice
- Europska migracijska kriza 2015.